# Dipartimento dell'Adda (1805)
Il dipartimento dell'Adda era un dipartimento del Regno d'Italia, che prendeva il nome dal fiume Adda, che aveva come capoluogo Sondrio. Il dipartimento nel 1805-1814 corrispondeva perfettamente all'odierna provincia di Sondrio.

## Storia
Il dipartimento creato nel 1805 comprendeva la Valtellina e alle contee di Chiavenna e Bormio (con Livigno) e il capoluogo era Sondrio, ed erano stati staccati dai Grigioni. I governi giacobini dei tempi dell’annessione nel 1797 si erano dimostrati indecisi sulla gestione di questo territorio la cui popolazione era troppo esigua rispetto ai loro calcoli matematici di uniforme ripartizione amministrativa, ma la cui tradizione era troppo diversa rispetto a quella della province cisalpine confinanti. L’ideologia prese all’epoca il sopravvento ma si scontrò con la realtà a ogni nuovo tentativo di compartimentazione. Fu quando Napoleone, di idee ben più moderate, assunse il potere assoluto che la decisione virò nel senso di assumere come linea amministrativa di confine esattamente quella che in precedenza era la frontiera meridionale svizzera.
Il dipartimento era originariamente suddiviso in 68 comuni raggruppati nei sei cantoni di Sondrio, Ponte, Tirano, Bormio, Morbegno e Chiavenna. A capo dell’amministrazione vi era il prefetto coi suoi due consiglieri, mentre la rappresentanza dell’oligarchia locale si esprimeva nel Consiglio generale di trenta membri. Non fu invece semplice invece l’omologazione dei municipi, a causa delle continue rinunce dei nominati complice le diffuse idee reazionarie delle classi agiate locali. Le vecchie valute svizzere furono cambiate con la lira italiana con un cambio di 12£4s per quelle valtellinesi e di 7£13s6d per le monete di Chiavenna.

## Lista dei prefetti di Sondrio
- 1805-1807: Giulio Pallavicini
- 1807-1809: Francesco Ticozzi
- 1809-1812: Francesco Angiolini
- 1812-1814: Carlo Rezia